# Verwaltungskreis Emmental
Koordinaten: 47° 0′ N, 7° 45′ O; CH1903: 623983 / 206231
Der Verwaltungskreis Emmental im Kanton Bern wurde auf den 1. Januar 2010 gegründet. Er gehört zur Verwaltungsregion Emmental-Oberaargau und umfasst 39 Gemeinden auf 690,41 km² mit zusammen 99'561 Einwohnern (Stand: 1. Januar 2021).

## Regierungsstatthalter
- Derzeitige Regierungsstatthalterin ist Alexandra Grossenbacher (parteilos).[2]

## Gemeinden
| Wappen                 | Name der Gemeinde      | Einwohner (31. Dezember 2023) | Fläche in km² | Einwohner pro km² |
| ---------------------- | ---------------------- | ----------------------------- | ------------- | ----------------- |
| Aefligen               | Aefligen               | 1'127                         | 2,04          | 552               |
| Affoltern im Emmental  | Affoltern im Emmental  | 1'211                         | 11,51         | 105               |
| Alchenstorf            | Alchenstorf            | 638                           | 6,57          | 97                |
| Bätterkinden           | Bätterkinden           | 3'394                         | 10,19         | 333               |
| Burgdorf               | Burgdorf               | 17'119                        | 15,56         | 1100              |
| Dürrenroth             | Dürrenroth             | 1'092                         | 14,13         | 77                |
| Eggiwil                | Eggiwil                | 2'434                         | 60,31         | 40                |
| Ersigen                | Ersigen                | 2'043                         | 15,46         | 132               |
| Hasle bei Burgdorf     | Hasle bei Burgdorf     | 3'397                         | 21,89         | 155               |
| Heimiswil              | Heimiswil              | 1'631                         | 23,36         | 70                |
| Hellsau                | Hellsau                | 209                           | 1,48          | 141               |
| Hindelbank             | Hindelbank             | 2'791                         | 9,69          | 288               |
| Höchstetten            | Höchstetten            | 263                           | 2,64          | 100               |
| Kernenried             | Kernenried             | 543                           | 3,33          | 163               |
| Kirchberg              | Kirchberg              | 5'889                         | 9,05          | 651               |
| Koppigen               | Koppigen               | 2'265                         | 6,93          | 327               |
| Krauchthal             | Krauchthal             | 2'380                         | 19,44         | 122               |
| Langnau im Emmental    | Langnau im Emmental    | 9'488                         | 48,36         | 196               |
| Lauperswil             | Lauperswil             | 2'712                         | 21,19         | 128               |
| Lützelflüh             | Lützelflüh             | 4'366                         | 26,87         | 162               |
| Lyssach                | Lyssach                | 1'475                         | 6,05          | 244               |
| Oberburg               | Oberburg               | 2'926                         | 14,14         | 207               |
| Röthenbach im Emmental | Röthenbach im Emmental | 1'173                         | 36,79         | 32                |
| Rüderswil              | Rüderswil              | 2'425                         | 17,21         | 141               |
| Rüdtligen-Alchenflüh   | Rüdtligen-Alchenflüh   | 2'451                         | 2,72          | 901               |
| Rüegsau                | Rüegsau                | 3'278                         | 15,06         | 218               |
| Rumendingen            | Rumendingen            | 83                            | 2,44          | 34                |
| Rüti bei Lyssach       | Rüti bei Lyssach       | 163                           | 1,29          | 126               |
| Schangnau              | Schangnau              | 919                           | 36,48         | 25                |
| Signau                 | Signau                 | 2'664                         | 22,13         | 120               |
| Sumiswald              | Sumiswald              | 5'159                         | 59,34         | 87                |
| Trachselwald           | Trachselwald           | 912                           | 15,96         | 57                |
| Trub                   | Trub                   | 1'272                         | 61,99         | 21                |
| Trubschachen           | Trubschachen           | 1'510                         | 15,65         | 96                |
| Utzenstorf             | Utzenstorf             | 4'514                         | 16,94         | 266               |
| Wiler bei Utzenstorf   | Wiler bei Utzenstorf   | 1'038                         | 3,82          | 272               |
| Willadingen            | Willadingen            | 193                           | 2,17          | 89                |
| Wynigen                | Wynigen                | 2'085                         | 28,32         | 74                |
| Zielebach              | Zielebach              | 329                           | 1,91          | 172               |
| Total (39)             | Total (39)             | 99'561                        | 690,41        | 144               |

Die Gemeinden stammen aus den bisherigen Amtsbezirken
- Burgdorf (23)
- Fraubrunnen (4)
- Signau (9)
- Trachselwald (6)

## Veränderungen im Gemeindebestand seit 2010

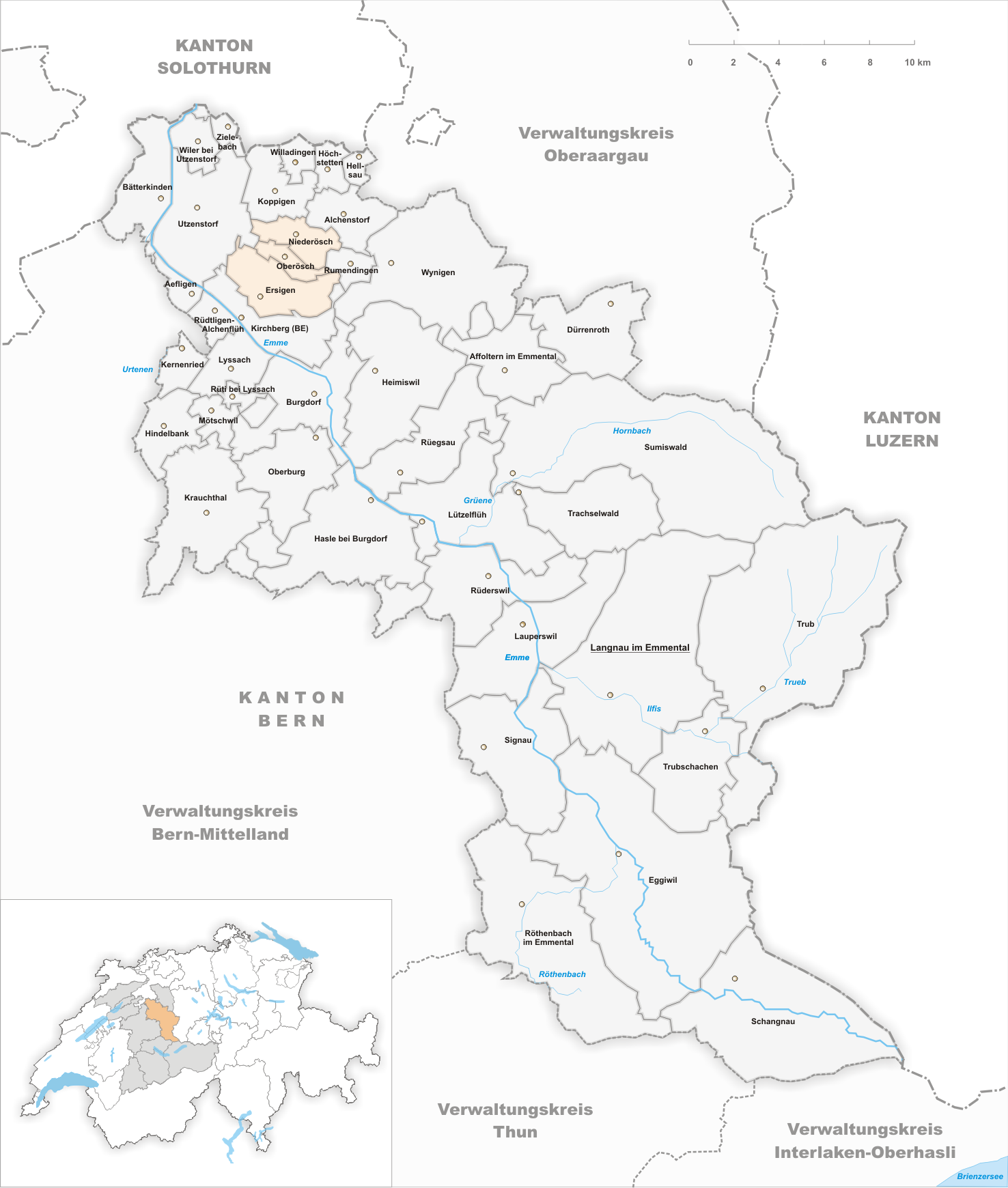
Gemeinden bis 2015
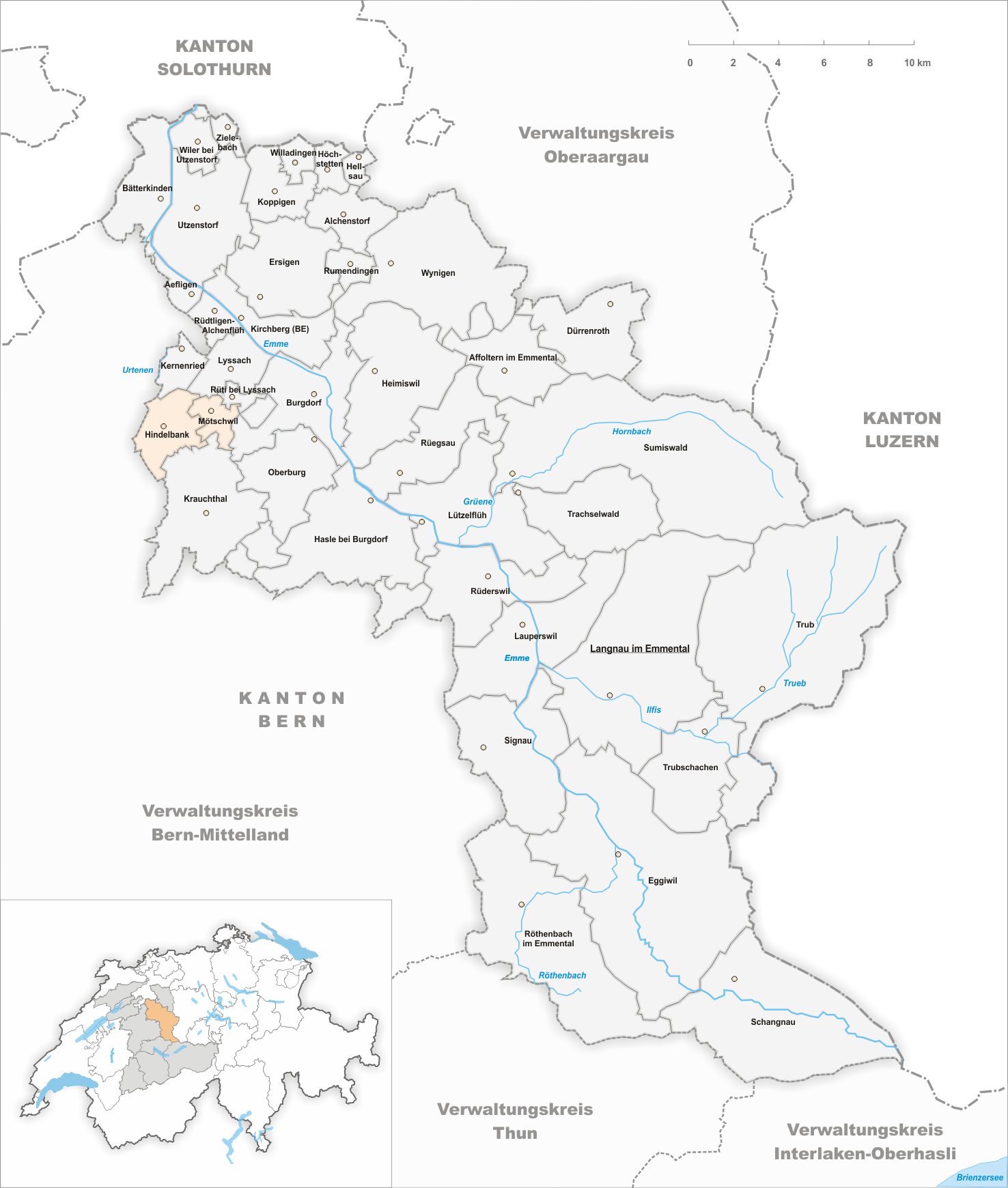
Gemeinden bis 2020

Fusionen
- 2016: Ersigen, Niederösch und Oberösch → Ersigen
- 2021: Mötschwil und Hindelbank → Hindelbank